# Волжский гамбит
Во́лжский гамби́т (в западной шахматной литературе «Гамбит Бенко») — дебют, начинающийся ходами: 
 1. d2-d4 Кg8-f6 
 2. c2-c4 c7-c5 
 3. d4-d5 b7-b5.
Относится к полузакрытым началам.

## История
Впервые применённый в партии Рубинштейн ― Шпильман в 1922 году, этот гамбит анализировался затем в 1950-х годах  несколькими советскими мастерами. Первоначально те варианты, в которых продвинутая белая пешка d5 сразу атаковалась ходом …e7-e6, назывались Волжским гамбитом. Лишь позднее стали популярны варианты с …g7-g6, в которых чёрные ведут борьбу на ферзевом фланге. Эти варианты связываются на Западе с именем венгерско-американского гроссмейстера П. Бенко.
В русскоязычной шахматной литературе это начало известно как Волжский гамбит. Такое название предложил гроссмейстер Пётр Романовский после того, как в 1946 году в № 2 журнала «Шахматы в СССР» появилась статья куйбышевского шахматиста Бориса Аргунова с подробным анализом этого дебюта.
Волжский гамбит в наше время[когда?] очень актуален. При помощи жертвы пешки чёрные стремятся подорвать центр белых и вскрыть для себя линии на ферзевом фланге.